# Mikoyan-Gurevich MiG-7
Mikoyan-Gurevich MiG-7 là tên gọi khác của mẫu thử nghiệm với động cơ khác của Mikoyan-Gurevich MiG-3.
Trong suốt chiến tranh, Mikoyan và Gurevich vẫn tiếp tục phát triển MiG-3 để tăng thêm trần bay, những mẫu cải tiến với sức mạnh lớn hơn được gọi với tên từ I-220 đến I-225 (Điểm khỏi đầu cho một số nhầm lẫn khi tên gọi MiG-7 được dùng để chỉ những mẫu máy bay cải tiến của MiG-3).